# Стройова підготовка
Стройова підготовка, стройовий вишкіл — один з основних предметів бойової підготовки у збройних силах, у тому числі і в Збройних силах України.

## Мета і основні розділи
Стройова підготовка має на меті вдосконалення стройового вишколу військовослужбовців, навчання їх діяти чітко, злагоджено, виконувати команди як в поодиночному порядку, так і в складі підрозділів, у пішому порядку і на машинах.
Оцінка (і навчання) стройової підготовки складається з таких розділів:
- Оцінка зовнішнього вигляду військовослужбовців (з цього починається будь-яке заняття із стройової підготовки, а також інспекції чи перевірки[1])
- Знання положень стройового статуту
- Виконання одиночних стройових прийомів без зброї
- Виконання одиночних стройових прийомів із зброєю
- Дії у складі підрозділу без зброї
- Дії у складі підрозділу із зброєю
- Дії підрозділів на машинах
- Для командного складу (сержантів, прапорщиків, офіцерів) також існує методична підготовка, а, отже, перевіряються практичні вміння керування своїм підрозділом.

## Оцінка зовнішнього вигляду військовослужбовців
Оцінка зовнішнього вигляду військовослужбовців включає
- огляд зачіски,
- того, як у військовослужбовця випрасуваний одяг, наскільки чисті одяг і взуття, відсутність пошкоджень одягу і взуття[2]
- наявність належних документів, носових хустинок, гребінців,
- наявність клейм на всіх елементах, де належить, одягу і взуття,
- наявність голок і ниток у головному уборі,
- стан нігтів на руках і ногах, відсутність грибкових захворювань ніг[3]
- при проведенні стройового огляду окрім зазначеного перевіряється наявність і стан усього, що належить мати по тривозі[4][5]

Оцінка стану зовнішнього вигляду може бути
- задовільно
- незадовільно — у цьому випадку військовослужбовець не допускається до занять, в разі перевірки чи інспектування отримує загальну незадовільну оцінку зі стройової підготовки

Загальний критерій для виставлення оцінки незадовільно за зовнішній вигляд є такий недолік, який неможливо усунути не виходячи із строю самому чи з допомогою товаришів.

## Знання положень стройового статуту
Знання положень стройового статуту перевіряються шляхом вибіркового опитування 1-24 статей Стройового статуту і Обов'язків солдата перед шикуванням і в строю.
Оцінюються на добре, задовільно чи незадовільно (не знає). При оцінці незадовільно також ставиться загальна незадовільна оцінка по стройовій підготовці.

## Виконання одиночних стройових прийомів без зброї
Виконання одиночних стройових прийомів без зброї тренуються і перевіряються за наступними елементами:
- Правильність прийняття стройового положення
- Повороти на місці
- Рух стройовим кроком, повороти під час руху
- Вихід зі строю, повернення в стрій; підхід до начальника, відхід від нього
- Віддання військового вітання на місці і в русі
- Знімання / надівання головних уборів

## Виконання одиночних стройових прийомів із зброєю
Виконання одиночних стройових прийомів із зброєю тренуються і перевіряються за наступними елементами:
- Правильність прийняття стройового положення (з автоматом в положенні На-РЕМІНЬ, Автомат на-ГРУДИ)
- З положення На-РЕМІНЬ виконання Автомат на-ГРУДИ і На-РЕМІНЬ
- З положення На-РЕМІНЬ виконання Автомат за-СПИНУ і На-РЕМІНЬ
- Покласти-ЗБРОЮ, Розійдись, До-ЗБРОЇ, За-ЗБРОЮ
- Рух стройовим кроком, повороти під час руху зі зброєю[7]

## Дії у складі підрозділу
Дії у складі підрозділу тренуються і оцінюються після відпрацювання окремих елементів одиночної стройової підготовки.
Вони включають
- Шикування за командою
- Перешиковування строїв (з однієї шеренги у дві шеренги і назад; розмикання / змикання строїв; з розгорнутого строю в колону; з колони по двоє чи троє в колону по одному і в зворотньому порядку, тощо)
- Виконання стройових прийомів зі зброєю у складі підрозділу
- Рух у складі підрозділів, повороти під час руху, віддання військового вітання підрозділами, проходження урочистим маршем.

Як правило, якщо в план перевірки не включені дії на машинах, то проходження урочистим маршем і проходження із виконанням стройових пісень підрозділами і полку в цілому є завершальним етапом перевірки військової частини зі стройової підготовки.

## Загальні зауваження
- Дана стаття не є методичним посібником в підготовці чи проведенні занять зі стройової підготовки
- Матеріал статті подано оглядово, для ознайомлення. Зрозуміло, що в кожному конкретному випадку ті, хто навчають чи перевіряють, користуються чинними документами, які досить в широкому діапазоні можуть коригуватися як центральними органами Міністерства оборони, так і відділами бойової підготовки оперативних командувань, командувань видів чи родів збройних сил в залежності від специфіки завдань, що виконуються військами, а, отже, і методики підготовки.